# 剑叶耳蕨
剑叶耳蕨（学名：Polystichum xiphophyllum）为鳞毛蕨科耳蕨属下的一个种，又名关山耳蕨。

## 扩展阅读
- 維基物種上的相關：剑叶耳蕨